# Себежский уезд
Се́бежский уе́зд (рус. дореф. Себежскій уѣздъ, бел. Себежскі павет) — административная единица в составе Псковской и Полоцкой губерний, Полоцкого наместничества, Белорусской и Витебской губерний, существовавшая в 1772—1927 годах. Центр — город Себеж.

## История
Себежский уезд в составе Псковской губернии Российской империи был образован в 1772 году после Первого раздела Речи Посполитой. В 1776 году уезд был передан в Полоцкую губернию (с 1778 — наместничество). В 1796 году уезд отошёл к Белорусской губернии, а в 1802 — к Витебской. 24 марта 1924 года, в связи с упразднением Витебской губернии, уезд был передан в Псковскую губернию. 1 августа 1927 года упразднён вместе с губернией.

## Население
По данным переписи 1897 года, в уезде проживало 92,1 тыс. чел. В том числе белорусы — 47,1 %; русские — 47,1 %; евреи — 3,8 %; поляки — 1,5 %. В уездном городе Себеже проживало 4326 чел.
В 1926 году в уезде, увеличившемся к тому времени по площади, проживало 127,8 тыс. чел.

## Административное деление
В 1890 году в состав уезда входило 17 волостей:
| № п/п | Волость              | Волостное правление | Число селений | Население |
| ----- | -------------------- | ------------------- | ------------- | --------- |
| 1     | Анненская            | д. Подгурье         | 44            | 3854      |
| 2     | Глембочинская        | д. Комары           | 108           | 4209      |
| 3     | Долосчанская         | усадьба Долосцы     | 36            | 2698      |
| 4     | Езерийская           | д. Ильичино         | 57            | 3151      |
| 5     | Каменецкая           | усадьба Залосемье   | 116           | 7658      |
| 6     | Мошлянская           | д. Гребло           | 63            | 5442      |
| 7     | Непоротовская        | п. Кицково          | 102           | 5417      |
| 8     | Прихабская           | усадьба Прихабы     | 141           | 5209      |
| 9     | Рыковская            | усадьба Рыково      | 28            | 3998      |
| 10    | Синозерская          | с. Синозерье        | 100           | 3337      |
| 11    | Соинская             | погост Соино        | 102           | 6008      |
| 12    | Сутоцкая             | погост Сутоки       | 54            | 5002      |
| 13    | Томсинская           | с. Томсино          | 81            | 4179      |
| 14    | Чайкинско-Жанвильная | погост Чайки        | 88            | 8913      |
| 15    | Чернейская           | д. Лозовка          | 70            | 3121      |
| 16    | Шумихинская          | с. Алоль            | 54            | 6115      |
| 17    | Юстиновская          | погост Дедино       | 59            | 3112      |

В 1913 году в уезде также было 17 волостей, упразднена Мошлянская волость, образована Могилянская волость (с. Могильно).
В 1926 году волостей было 6: Володарская (центр — станция Идрица), Нищенская (центр — станция Нище), Луначарская (центр — имение Састрицы), Первомайская (центр — с. Томсино), Пролетарская (центр — с. Глембовичи), Пустошкинская.